# Унтерегг
Унтерегг (нім. Unteregg) — громада в Німеччині, знаходиться в землі Баварія. Підпорядковується адміністративному округу Швабія. Входить до складу району Унтеральгой. Складова частина об'єднання громад Дірлеванг.
Площа — 23,70 км2. Населення становить 1379 ос. (станом на 31 грудня 2020).

## Галерея

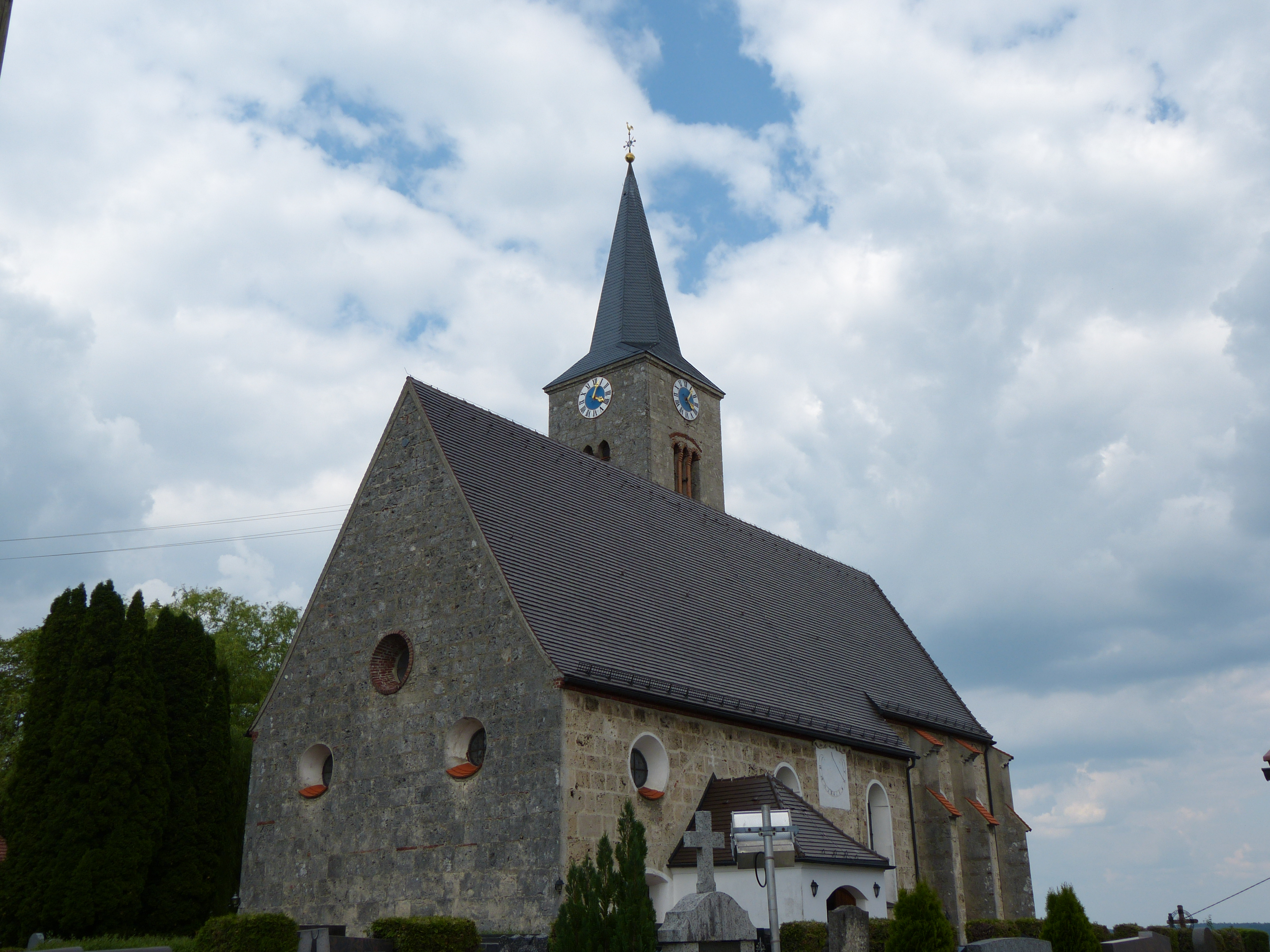